# NGC 5936
NGC 5936 је спирална галаксија у сазвежђу Змија која се налази на NGC листи објеката дубоког неба.
Деклинација објекта је + 12° 59' 20" а ректасцензија 15h 30m 0,8s. Привидна величина (магнитуда) објекта NGC 5936 износи 12,3 а фотографска магнитуда 13,1. NGC 5936 је још познат и под ознакама UGC 9867, MCG 2-39-30, CGCG 78-1, CGCG 77-137, IRAS 15276+1309, PGC 55255.